# Индустријски менаџмент
Индустријски менаџмент је научна дисциплина која проучава планирање, организовање и контролу пословних процеса у индустрији, ради остваривања стратешких циљева. Индустријски менаџмент је грана инжењеринга која се бави стварањем и управљањем системима који интегришу људе, материјале и енергију на продуктиван начин.
Отац индустријског менаџмента и менаџмента као науке је амерички машински инжењер Фредерик Тејлор. Он је истраживао процес рада, као инжењер у индустрији челика. На основу тих истраживања је закључио да је неадекватни менаџмент узрок многих пропуста у раду. Његова истраживања су базирана на математичким методама. Познате су две студије на којима је радио: студија времена и студија покрета. Уз Тејлора као творца овакве теорије стао је и Хенри Форд, творац линијске производње. Па се тако у литератури јављају термини тејлоризам и фордизам. Многи аутори у области менаџмента, поистовећују га са инжењерским менаџментом.
Научни менаџмент се развио после индустријске револуције, када су организације постајале све сложеније по питању тржишта, технологије, енергената, транспорта и сл. До данас су се развила три подручја: инжењерско-информатички менаџмент, инжењерско-производни менаџмент, инжењерско-економски менаџмент.
Данас на неким од факултетета, изучава се као индустријско - екомонски менаџмент и као информатички менаџмент, где се након студија се добија звање мастер менаџмента одговарајућег усмерења. Дипломирани индустријски менаџери могу да раде на радним местима као што су: извршни директори предузећа, менаџери оперативе, директори производње, технички директори, менаџери логистике, менаџери одељења, маркетинг менаџери, менаџери информатике, менаџери људских ресурса и сл.
Индустријски менаџмент се заснива на новој парадигми управљања производом, као генератором збивања свих процеса у предузећу. На овом студијском програму се изучавају предмети као што су: индустријски менаџмент, операциона истраживања, квантитативне (математичке) методе, компјутерске технологије, менаџмент производних процеса, организација производње, е-пословање, базе података за менаџере, менаџент инвестиција, пословна етика, менаџмент људских ресурса, технолошки системи, управљачко рачуноводство, маркетинг, маркетинг информациони системи и др. Након завршених студија стиче се звање дипломирани индустријски менаџер одговарајућег усмерења. Један од најпознатијих аутора у овој области код нас у Србији је професор Вуксан Булат, доктор техничких наука (Био је председник комисије за разраду елабората о оснивању Факултета за пословно индустријски менаџмент Београд).
Стожери индустријске производње су: цена, квалитет и рокови испоруке. Индустријски менаџмент има за циљ стварање коплексно оптимизованог пословног производног система, такозвани КОППСИО.
Нови производи стално бивају пласирани, тако да се компанија мора прилагођавати захтевима тржишта. Временски период од формирања идеје до њене реализације се смањује:
- за фотографију 112 година
- за телефон 56 година
- за телевизор 14 година
- за интегрално коло 3 године.